# ピープルソフト
ピープルソフト（英: PeopleSoft, Inc.）は、アメリカ合衆国のソフトウェア企業であったが、2005年1月、オラクルに買収された。HRMS（人事管理システム）、CRM（顧客関係管理）、製造、財務、EPM（企業パフォーマンス管理）、学生管理などのアプリケーションソフトウェアを、主に大企業、政府機関、各種団体などに向けて販売していた。

## 概要
1987年、David Duffield と Ken Moris によって設立。本拠地はカリフォルニア州プリーザントン。Duffield が CEO を務めていた Integral Systems のメインフレーム向け HRMS パッケージを（当時としては目新しい）クライアント-サーバ方式で売り出そうというのが当初の目的であった。Integral Systems ではこの計画が受け入れられず、Duffield は同社CEOを辞職してピープルソフトを設立した。2003年、ピープルソフトはJD Edwards（別のアプリケーション専門企業）を買収し、両社の製品系列の整理統合を図った。この際にピープルソフトの主力製品は PeopleSoft Enterprise と改称、JD Edwards の ERP 製品は PeopleSoft EnterpriseOne と改称された。2005年1月、ピープルソフトはオラクルに敵対的に買収された。この乗っ取りにピープルソフトは抵抗したが結局オラクルが勝ち、製品はそのまま使われ続けているものの、ピープルソフトはオラクルに吸収された。
Enterprise も EnterpriseOne もERPシステムであり、モジュールとして HRMS（給与、人事など）、財務（支払勘定、受取勘定、一般元帳、資産管理、EPMなど）、製造（在庫管理、仕入管理、伝票、注文管理、製造管理、コスト管理など）、学生管理、CRM（ヘルプデスク、サポート、セールス）などにコンポーネントとして組み込まれる。ピープルソフトの製品はカスタマイズが容易であることで知られ、各顧客のニーズに応じた対応が可能であり、同時に企業や政府の求める汎用性も備えていた。バグが多いと言われることもある。他のソフトウェア企業と同様、ピープルソフトは製品を販売保守するだけでなく、コンサルティングも行った。

## 製品設計
ピープルソフトは、バージョン8の時点で従来型のクライアント-サーバからウェブ中心の設計に切り換えた。これを PeopleSoft Internet Architecture (PIA) と呼んだ。これにより、全ての機能にウェブブラウザからアクセスできるようになった。
そのアーキテクチャはピープルソフト独自の PeopleTools 技術に基づいている。PeopleTools は独自の開発プラットフォームである。このプラットフォームにはアプリケーション開発者が必要と思われる様々なコンポーネント（スクリプト言語、メタデータ定義のための設計ツール、標準セキュリティ構造、バッチ処理ツールなど）が含まれる。メタデータは、ユーザインタフェース、テーブル、メッセージ、セキュリティ、ナビゲーション、ポータルなどといったもののデータを記述する。独自の開発プラットフォームを構築することで、ピープルソフトのアプリケーションは様々なオペレーティングシステムやデータベース上で動作可能となり、同時に独自の開発モデルによるアプリケーションで顧客を囲い込む効果もあった。ピープルソフトのアプリケーションが連携可能なデータベースとしては、Oracle Database、Microsoft SQL Server、Informix Dynamic Server、Sybase Adaptive Server Enterprise、DB2 がある。
ピープルソフトの全モジュールは PeopleTools 技術に基づいており、カスタマイズが容易であるという特徴も PeopleTools を使っているためである。

## JD Edwards
2003年、ピープルソフトは、ライバル企業だったJD Edwardsと友好的に合併した。両社の品揃えは似ていたが、対象とする顧客規模がピープルソフトの方が大きかった（JD Edwards は中小企業向け）。この合併は好ましい相乗効果を生んだ。JD Edwards の World および OneWorld という製品系列は Configurable Network Architecture (CNCアーキテクチャ）を特徴とする。このアーキテクチャはアプリケーションとデータベースサーバのオペレーティングシステムとの分離を行い、一種のSQL言語も提供する。従って、IBM の DB2/UDB、マイクロソフトの SQL 2000、オラクルのデータベースなどをサポートしている。JD Edwards の顧客は主に IBM のAS/400ユーザーであり、引き続きサポートを受けることとなった。
サーバとしては、AS/400 以外にLinuxやWindowsが動作するものが利用可能である。

## オラクル
2003年初め、ピープルソフトはオラクルとの経営権争いをする状況に陥った。2003年6月、オラクルは70億ドル（1株あたり19.5ドル）で敵対的な買収を提案した。2004年2月、オラクルは買い付け価格を上げ、94億ドル（1株あたり26ドル）としたが、これもピープルソフトの取締役会に拒否された。同月、アメリカ司法省は反トラスト法違反の恐れがあるとしてオラクルの買収行為を停止するための訴訟を起こした。しかし、2004年9月、連邦裁判所は証拠不十分として訴えを退けた。10月には欧州委員会も同様の判断を下した。オラクルは5月には買い付け価格を77億ドルまで下げていたが、11月には94億ドルに上げた。
2004年11月、オラクルは約103億ドル（1株あたり26.5ドル）でピープルソフトを取得する最終的な合意に達したことを発表した。2005年1月、オラクルはピープルソフトの従業員を大量解雇。これは55000人の従業員の9%であり、当面その他の従業員と製品開発・サポートなどの業務はそのまま続けられるとした。オラクルはピープルソフトとの合併による新製品 Oracle Fusion Applications を近い将来にリリースすることを発表した。これは、オラクルのデータベース上にピープルソフトと JD Edwards のアプリケーションの最良の部分を載せたものである。
オラクルは既存製品をそのまま使い続けたい顧客にはサポートを続行することを保証している。

## 大学ユーザーにまつわる問題
1997年、クリーブランド州立大学(CSU)は学生の記録を管理するため、ピープルソフトのソフトウェアを採用した。当初、実装を Kaludis Consulting Group Inc. が担当した。その後7年間、度重なる問題に悩まされ、CSUは訴訟を起こしたのである。当初、Kaldius を訴え、逆に Kaldius から訴えられると、ピープルソフトも訴えることとなった。契約違反、詐欺などで5億1千万ドルの損害賠償を請求した。同大学は、ピープルソフトのソフトウェアが指定された機能を持たず、結果としてその対処に忙殺されることになったと主張した。ピープルソフトは業界でも最善のものを提供したと主張。オンラインで入手可能な法廷文書によれば、この問題は2005年に決着した。合意によれば Kaldius から大学への賠償支払いが行われたが、ピープルソフトは何も支払わなかったと見られる。
1999年12月、ビッグ・テン・カンファレンスのうちのピープルソフトのソフトウェアを使っている7大学が、ピープルソフト CEO 宛てに品質と性能の改善を要望する公開書簡を送った。
カリフォルニア州立大学では2000年代からピープルソフトの製品を採用した。同大学は、このシステムを正常に稼動させるために5億ドル費やし、これが州議会で問題となった。カリフォルニア州の監査役は報告書で同大学を批判した。CMSプロジェクトを開始する前に何故十分な分析を行わなかったかを問われ、大学側はコンサルタント（IBMと Pacific Partners）による効果の概算が非常に大きかったため、詳細な分析は不要と信じたと述べた。

## PeopleCode
PeopleCode はピープルソフトのアプリケーション向けにビジネスロジックを記述するための独自のオブジェクト指向プログラミング言語である。その文法は他のオブジェクト指向言語とあまり変わらない。ただし、PeopleTools 環境と密接に関連している面がある。例えば、定義名参照によってリテラル文字列をハードコードしなくても PeopleTools の定義を参照することができる。他の言語機能（データ型やメタストリング）にも PeopleTools や SQL との密接な連携が影響している。クラス名やメソッド名のドット記法はJavaのような他の言語によく似ている。

## 年表
- 1987年: アメリカ合衆国カリフォルニア州にて、David Duffield と Ken Morris がピープルソフトを設立
- 1988年: HRMS リリース
- 1991年: 海外オフィス設置開始
- 1994年: 流通業および金融業のパッケージをリリース
- 1995年: 学生管理システム
- 1996年: 製造業パッケージと最初のERPパッケージ PeopleSoft 6 をリリース
- 1997年: PeopleSoft 7 リリース
- 1998年: PeopleSoft 7.5 リリース
- 1999年: Craig Conway が新CEOに就任/インターネット・トランザクション製品リリース
- 2000年: Vantive 社を買収
- 2000年: PeopleSoft 8 リリース
- 2003年: JD Edwards 社を買収
- 2005年: オラクル社により買収される